# Просянникова, Ольга Игоревна
О́льга И́горевна Прося́нникова (урожд. Орло́ва; род. 30 января 1957, Ленинград, СССР) — российский лингвист, доктор филологических наук, профессор.

## Биография
В 1980 году окончила Исторический факультет Ленинградского ордена Ленина и ордена Трудового Красного Знамени государственного университета имени А. А. Жданова. В 2004 году в Воронежском государственном университете защитила диссертацию на соискание учёной степени кандидата филологических наук по специальности 10.02.04 — Германские языки, тема: «Актуализация имплицитности художественной детали в текстах психологической прозы : На материале английского психологического рассказа XX века» (научный руководитель — кандидат филологических наук, доцент О. Н. Морозова). Официальным оппонентами на защите кандидатской диссертации выступили доктор филол. наук, профессор М. А. Стеринина и кандидат филол. наук, доцент Л. А. Антонова. В 2012 году в Санкт-Петербургском государственном университете экономики и финансов защитила диссертацию на соискание учёной степени доктора филологических наук, тема: «Синкретические формы типа существительное/глагол в английском языке» (научный консультант — доктор филологических наук, профессор И. Б. Руберт). Официальными оппонентами на защите докторской диссертации выступили доктор филол. наук, профессор Т. И. Воронцова, доктор филол. наук, профессор О. Н. Гронская, доктор филол. наук С. Л. Чареков.
В настоящее время [когда?] является профессором, заведующей кафедрой иностранных языков и профессиональной коммуникации факультета иностранных языков Ленинградского государственного университета им. А. С. Пушкина.

## Научная деятельность
О. И. Просянникова — автор более 70 научных, научно- и учебно- методических работ на русском и английском языках (монографий, статей в ведущих российских и зарубежных статусных научных журналах, учебников и учебных пособий). Сфера научных интересов — лингвистика текста, лингвистическая семантика.
Член диссертационного совета Д 212.354.09 в Санкт-Петербургском государственном экономическом университете.
Член редакционной коллегии сборника научных трудов «Вестник Луганского государственного педагогического университета» (Серия 3. «Филологические науки. Медиакоммуникации»).

## Основные труды

#### Монографии
- Просянникова О. И. «Семантика синкретических форм типа существительное / глагол в английском языке». — СПб.: ЛГУ им. А. С. Пушкина, 2018. — 237 с.
- Просянникова, О. И. Эволюция значения синкретических форм типа существительное/глагол в английском языке. — СПб.: ЛГУ им. А. С. Пушкина, 2011. — 135 с.

#### Коллективные монографии
- Просянникова О. И., Ардаматская Е. Н. Актуализация импликативного потенциала художественной детали в английском психологическом рассказе. — СПб.: ЛГУ им. А. С. Пушкина, 2007. — 112 с.
- Просянникова О. И., Ардаматская Е. Н. Акронимия как форма адаптивности языковой системы. — СПб., 2007. — 92 с.

#### Научные статьи
- Просянникова О. И. Способы магической коммуникации в англосаксонских и русских заговорах / О. И. Просянникова // Семантика и функционирование языковых единиц в разных типах речи: Сборник статей Всероссийской научной конференции с международным участием, Ярославль, 27—28 мая 2022 года / Под научной редакцией Т. П. Курановой. — Ярославль: Ярославский государственный педагогический университет им. К. Д. Ушинского, 2022. — С. 195—205.
- Просянникова О. И. и др. Диалогичность обрядовой поэзии: средства реализации и функционирование в тувинских благопожеланиях и алгышах / О. И. Просянникова, К. В. Скорик, Ш. Ю. Кужугет // Новые исследования Тувы. — 2022. — № 1. — С. 69—89.
- Просянникова О. И., Скорик К. В. Субъекты диалогичности в англосаксонских заговорах // Военно-гуманитарный альманах: По материалам XVI Международной научной конференции по актуальным проблемам теории языка и коммуникации, Москва, 24 июня 2022 года. — Москва: Военный университет, 2022. — С. 297—305.
- Pesina S. A., Kiseleva S. V. et al. Classification of metaphors according to the degree of difficulty of their perception and their decoding from the standpoint of invariant semantics / S. A. Pesina, S. V. Kiseleva, S. A. Vinogradova et all // Res Militaris. — 2022. — Vol. 12, No. 3. — P. 2129—2141.

#### Учебники и учебные пособия
- Просянникова О. И., Гребенев А. Н. English for students in special education: практикум / Ленинградский государственный университет имени А. С. Пушкина; составители: О. И. Просянникова, А. Н. Гребенев. — Санкт-Петербург: ЛГУ им. А. С. Пушкина, 2022. — 75 с.
- Просянникова О. И. Learn to render and summarize: практикум. — СПб.: Ленинградский государственный университет имени А. С. Пушкина, 2017. — 63 с.
- Малышева Е. В., Просянникова О. И. Совершенствование лексико-грамматических навыков на материале коротких рассказов: практикум. — Санкт-Петербург: ЛГУ им. А. С. Пушкина, 2011. — 128 с.
- Малышева Е. В., Просянникова О. И. Analytical reading: учебное пособие. — Санкт-Петербург: Ленинградский гос. ун-т им. А. С. Пушкина, 2009 (Санкт-Петербург: ЛГУ им. А. С. Пушкина). — 95 с.